# (37483) 2125 T-1
2125 T-1 (asteroide 37483) é um asteroide da cintura principal. Possui uma excentricidade de 0.11827140 e uma inclinação de 6.40872º.
Este asteroide foi descoberto no dia 25 de março de 1971 por Cornelis Johannes van Houten e Ingrid van Houten-Groeneveld e Tom Gehrels em Palomar.